# Black Ace
Babe Kyro Lemon Turner, meglio conosciuto come Black Ace (Hughes Springs, 21 dicembre 1907 – Fort Worth, 7 novembre 1972), è stato un chitarrista statunitense di musica blues. Utilizzava anche altri pseudonimi quali B.K. Turner, Black Ace Turner o Babe Turner.
Cresciuto nel Texas nella fattoria di famiglia, Turner sin da giovane apprese da autodidatta a suonare la chitarra; a partire dalla fine degli anni venti si esibì in tutto il Texas orientale. Durante il decennio successivo si trovò spesso a collaborare con i musicisti Smokey Hogg e Buddy Woods, quest'ultimo un chitarrista molto influenzato dallo stile hawaiano. Turner in seguito acquistò una National steel guitar e cominciò a suonare quello che più tardi i critici chiamarono “l'Hawaii che incontra il Delta” ("Hawaii meets the Delta"), un tipo di blues semplice e tranquillo.
Nel 1937 Turner registrò a Dallas sei brani (probabilmente con Hogg come secondo chitarrista) per la Decca Records, inclusa la canzone Black Ace. In quello stesso anno inaugurò a Fort Worth un proprio show radiofonico locale, nel quale utilizzò come sigla proprio la canzone Black Ace, che alla fine diede anche il nome allo show stesso.
Nel 1941 Turner fece un'apparizione in The Blood of Jesus, un film afroamericano prodotto da Spencer Williams Jr.. Nel 1943 venne reclutato nell'esercito e per qualche anno dovette smettere di dedicarsi alla musica.
Il ritorno avvenne nel 1960, quando Chris Strachwitz, proprietario della Arhoolie Records, lo convinse a registrare un album per l'etichetta. La sua ultima performance risale al 1962, in un documentario intitolato The Blues.
Morì per un tumore nel 1972.